# Квон Сохён
Квон Сохён (кор. 권소현; род. 30 августа 1994 года) — южнокорейская певица и актриса. Бывшая участница женской группы 4Minute. Также она была участницей группы Orange.

## Ранняя жизнь
Сохён родилась 30 августа 1994 года в Инчхоне, Южная Корея. Она посещала среднюю школу Кумхо и среднюю школу для девочек Пангмун, окончив последнюю в феврале 2013 года. Она заняла четвертое место в своем классе. В ноябре 2014 года стало известно, что Сохён была принята на факультет театра и кино Университета Донгук.
Сохён дебютировала в группе Orange в 2005 году, когда ей было 12 лет. Группа была расформирована в конце 2005 года из-за кибер-издевательств и анти-фан-кафе против группы. В средней школе Сохён зарегистрировалась для прослушивания в академии. Там она встретила представителя агентства и менее чем за два месяца стала стажёркой.

## Карьера

### 2009—2016: Дебют и распад 4Minute
В июне 2009 года Сохён дебютировала как младший член группы 4Minute под лейблом Cube Entertainment, с их синглом Hot Issue.
В конце августа 4Minute выпустили мини-альбом под названием «For Muzik», который был их вторым синглом «Muzik». 4Minute выиграли награду multizen и Mnet за их второй сингл «Muzik». Их третий сингл «What A Girl Wants» был выпущен вскоре после релиза их EP.
19 мая 2010 года 4Minute выпустили второй мини альбом HUH (Hit Your Heart) после почти года перерыва. Затем группа выпустила их первый полноформатный корейский альбом под названием 4Minutes Left.
После более чем года перерыва группа совершила камбэк 9 апреля 2012 года с их третьим мини-альбомом «Volume Up» который держался на вершинах чартов и выиграв группу несколько музыкальных наград.
Спустя ещё один год группа совершила камбэк 25 апреля 2013 года с их четвёртым мини-альбом Name Is 4Minute который хорошо зарекомендовал себя в музыкальных чартах.
В июне 2016 года группа была официальна расформирована.
Помимо того что Сохён член группы 4Minute, она имела несколько камео ролей на телевидении и также приняла участие в нескольких шоу. Сохён снялась в клипе Teen Top «Crazy». Она также была одним из гостей знаменитостей вместе с Jinwoon из 2 AM для документального фильма Розовые Новости, которое транслировалось на Корейском кабельном канале TrendE.
Сохён вместе с Гаюн и Джиюн приняли участие в 2013 Idol Star Athletics-Archery Championships. Позднее участвовала в другом конкурсе стрельбы из лука против Sistar на Dream Team в июне.
22 октября 2013 года было объявлено, что Сохён будет играть ведущую роль в фильме Hwanggu, в котором она играет энергичную молодую студентку, которую поддерживает её бойфренд чтобы выиграть титул национального тхэквондо.
13 января 2014 года Сохён приняла участие в 2014 Idol Star Athletics Championship. Она прошла в финал и выиграла золотую медаль.
Сохён была назначена послом Kolon Archery Team. Kolon Archery Team провела церемонию назначенную для «‘Archery-dol» Квон Сохён на 28 января 2014 года в городе Йонъин. В тот же день Сохён учила детей стрелять из лука.

## Фильмография

### Фильмы
| Год  | Название             | Роль        | Примечания |
| ---- | -------------------- | ----------- | ---------- |
| 2005 | Love in Magic        |             | Cameo      |
| 2014 | Hwanggu              | Misoo       |            |
| 2017 | The Love that's Left | Ким Дальним |            |
| 2019 | Birthday             | Ынбин       |            |
| 2019 | Black Money          | Пак Сохён   |            |
| 2019 | A Little Princess    | Чинджу      |            |
| 2020 | Run Boy Run          | Чиву        |            |

### Телесериалы
| Год  | Название                        | Телеканал | Роль                | Примечания  |
| ---- | ------------------------------- | --------- | ------------------- | ----------- |
| 2003 | Jewel in the Palace             | MBC       |                     | Cameo       |
| 2004 | Jang Gil San                    | SBS       |                     | Cameo       |
| 2004 | Lovers in Paris                 | SBS       |                     | Cameo       |
| 2005 | Sweet Buns                      | MBC       | High School Student | Cameo       |
| 2009 | High Kick Through The Roof      | MBC       | Саму себя           | Cameo       |
| 2017 | Criminal Minds                  | tvN       | Квон Юджин          | Cameo       |
| 2019 | The Secret Life of My Secretary | SBS       | Ха Хира             | [ 5 ] [ 6 ] |
| 2019 | Class of Lies                   | OCN       | Со Юнха             |             |